# Scordonia brephos
Scordonia brephos är en fjärilsart som beskrevs av Charles Oberthür 1884. Scordonia brephos ingår i släktet Scordonia och familjen mätare. Inga underarter finns listade.